# Hydnophytum normale
Hydnophytum normale är en måreväxtart som beskrevs av Odoardo Beccari. Hydnophytum normale ingår i släktet Hydnophytum och familjen måreväxter. Inga underarter finns listade i Catalogue of Life.